# Saint-Étienne-la-Thillaye
Saint-Étienne-la-Thillaye és un municipi francès situat al departament de Calvados i a la regió de Normandia. L'any 2007 tenia 486 habitants.

## Demografia

### Població
El 2007 la població de fet de Saint-Étienne-la-Thillaye era de 486 persones. Hi havia 175 famílies de les quals 44 eren unipersonals (28 homes vivint sols i 16 dones vivint soles), 36 parelles sense fills, 71 parelles amb fills i 24 famílies monoparentals amb fills.
La població ha evolucionat segons el següent gràfic:
Habitants censats

### Habitatges
El 2007 hi havia 279 habitatges, 187 eren l'habitatge principal de la família, 79 eren segones residències i 14 estaven desocupats. 266 eren cases i 10 eren apartaments. Dels 187 habitatges principals, 148 estaven ocupats pels seus propietaris, 22 estaven llogats i ocupats pels llogaters i 17 estaven cedits a títol gratuït; 4 tenien una cambra, 5 en tenien dues, 18 en tenien tres, 45 en tenien quatre i 115 en tenien cinc o més. 177 habitatges disposaven pel capbaix d'una plaça de pàrquing. A 76 habitatges hi havia un automòbil i a 103 n'hi havia dos o més.

### Piràmide de població
La piràmide de població per edats i sexe el 2009 era:
| Homes | Edats   | Dones |
| ----- | ------- | ----- |
| 0     | 95 o +  | 0     |
| 0     | 90 a 94 | 0     |
| 0     | 85 a 89 | 4     |
| 4     | 80 a 84 | 0     |
| 8     | 75 a 79 | 8     |
| 16    | 70 a 74 | 16    |
| 8     | 65 a 69 | 0     |
| 8     | 60 a 64 | 28    |
| 12    | 55 a 59 | 12    |
| 12    | 50 a 54 | 24    |
| 28    | 45 a 49 | 16    |
| 24    | 40 a 44 | 8     |
| 4     | 35 a 39 | 16    |
| 20    | 30 a 34 | 20    |
| 8     | 25 a 29 | 12    |
| 4     | 20 a 24 | 8     |
| 28    | 15 a 19 | 12    |
| 28    | 10 a 14 | 12    |
| 8     | 5 a 9   | 20    |
| 20    | 0 a 4   | 20    |

## Economia
El 2007 la població en edat de treballar era de 322 persones, 239 eren actives i 83 eren inactives. De les 239 persones actives 223 estaven ocupades (130 homes i 93 dones) i 16 estaven aturades (8 homes i 8 dones). De les 83 persones inactives 28 estaven jubilades, 28 estaven estudiant i 27 estaven classificades com a «altres inactius».

### Ingressos
El 2009 a Saint-Étienne-la-Thillaye hi havia 178 unitats fiscals que integraven 479 persones, la mediana anual d'ingressos fiscals per persona era de 19.992 €.

### Activitats econòmiques
Dels 21 establiments que hi havia el 2007, 1 era d'una empresa de fabricació d'altres productes industrials, 5 d'empreses de construcció, 2 d'empreses de comerç i reparació d'automòbils, 1 d'una empresa d'hostatgeria i restauració, 6 d'empreses de serveis, 3 d'entitats de l'administració pública i 3 d'empreses classificades com a «altres activitats de serveis».
Dels 4 establiments de servei als particulars que hi havia el 2009, 1 era un guixaire pintor, 1 fusteria i 2 lampisteries.
L'any 2000 a Saint-Étienne-la-Thillaye hi havia 16 explotacions agrícoles que ocupaven un total de 882 hectàrees.

## Equipaments sanitaris i escolars
El 2009 hi havia una escola elemental integrada dins d'un grup escolar amb les comunes properes formant una escola dispersa.

## Poblacions més properes
El següent diagrama mostra les poblacions més properes.